# Roswitha de Gandersheim
Roswitha, Hrotsvitha, Rosvita o Hrotsvit de Gandersheim (ca. 935–Bad Gandersheim, Baixa Saxònia, ca. 1002) fou una canongessa secular de l'orde de Sant Benet. Poeta i autora dramàtica en llatí, és la primera autora alemanya coneguda; i la primera persona d'Occident que escrigué obres de teatre després de la caiguda de l'Imperi romà. És venerada localment com a serventa de Déu.
A Europa, Hroswita de Gandersheim és de l'única persona de qui es conserven textos teatrals medievals escrits, fins que a les acaballes de l'edat mitjana començaren a posar-se per escrit comèdies transmeses oralment. Va escriure sis comèdies seguint l'estil i la tècnica de Terenci.

## Biografia
Hrotsvit nasqué en una família noble d'Alemanya. Ingressà com a canongessa a l'abadia benedictina de Gandersheim, on estudià sota la direcció de Rikkardis i Gerberg. Aquesta era germana de l'emperador Otó I i havia escrit un poema, Carmen de gestis Oddonis Imperatoris, sobre la història de l'imperi cap al 962. Gerberga va fer que Rosvita conegués l'obra dels autors literaris llatins, i la familiaritat amb ells es fa palesa en la seva mateixa obra literària, amb clara influència de Virgili, Horaci, Ovidi, Plaute i Terenci, la mètrica del qual va imitar. L'obra de Rosvita s'inscriu en el marc del renaixement otonià.

## Obres
La font més important de la seva obra és el Codex Clm 14485 de la Bayerische Staatsbibliothek (Múnic), copiat per mans diverses a Gandersehim cap a la fi del segle x, i descobert per l'humanista Konrad Celtis el 1493-94 a St. Emmeram de Ratisbona.
L'autora dividí les obres en tres llibres. El Llibre de les llegendes conté vuit llegendes en llatí, en versos hexàmetres dactílics. Normalment, narra casos on la castedat i la perseverança dels herois cristians es contraposen als dels pagans, febles i pecadors. El diable apareix com a personatge en diverses obres.
- Ascensio
- Gangolf
- Pelagius, sobre el martiri de Pelagi de Còrdova
- Theophilus, sobre la llegenda de Teòfil d'Adana i el seu pacte amb el diable
- Basilius
- Dionysius
- Agnes, sobre la mort d'Agnès de Roma
- Maria.

El Llibre del drama conté les obres més conegudes de Roswitha: sis comèdies escrites sobre el model de les de Terenci, que foren preses com a objecte d'estudi del llatí a l'abadia de Gandersheim. Són obres essencialment dialogades. Les dones que apareixen com a protagonistes són presentades com a referent de virtut per la tria de la castedat i la vida religiosa.
- Gallicanus
- Dulcitius

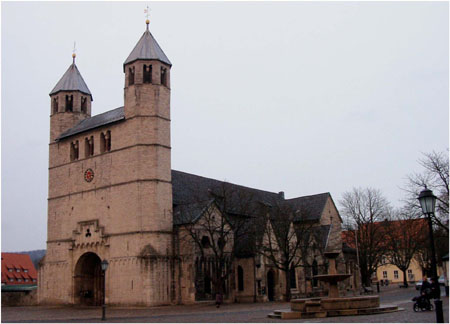
Abadia de Gandersheim

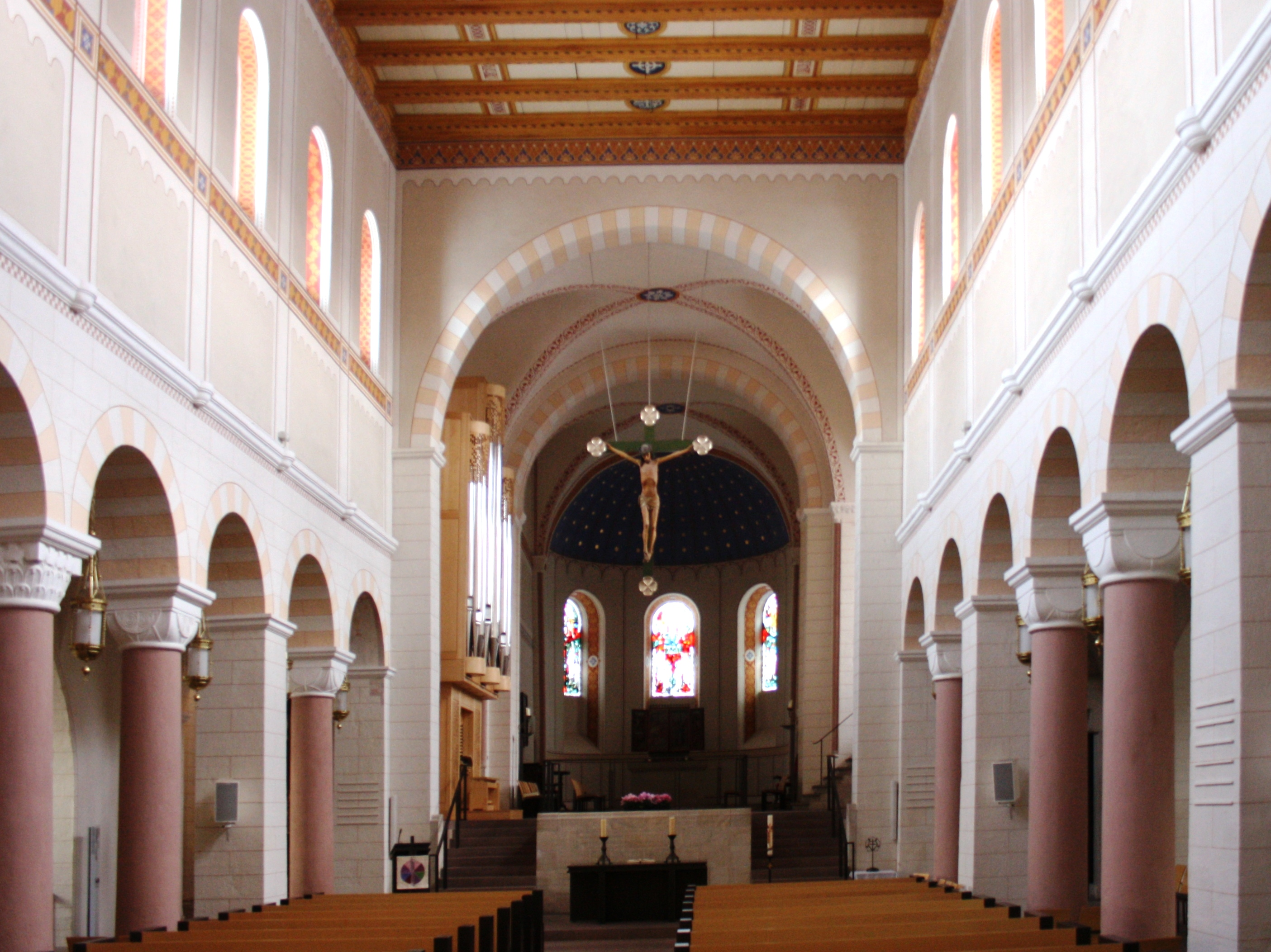
Església de Gandersheim

- Callimachus on una dona escapa de la violació pregant a Déu que se l'emporti
- Abraham
- Pafnutius, sobre la llegenda de Tais i Pafnuci de Tebes
- Sapientia

El tercer llibre conté dos poemes històrics en hexàmetres:
- Gesta Ottonis, història de la dinastia imperial entre 919 i 965,
- Primordia coenobii Gandeshemensis, història del monestir de Gandersheim entre 846 i 919.

## Llegat
Al seu monestir i a l'orde es venerà com a serventa de Déu, amb festivitat litúrgica el 5 de setembre.
Des de 1973, a Bad Gandersheim es concedeix el Premi Roswitha per a escriptores, i l'Anell de Roswitha per a una actriu. L'asteroide 615 Roswitha rep aquest nom en honor seu.